# 선양 올림픽 스포츠 센터 스타디움

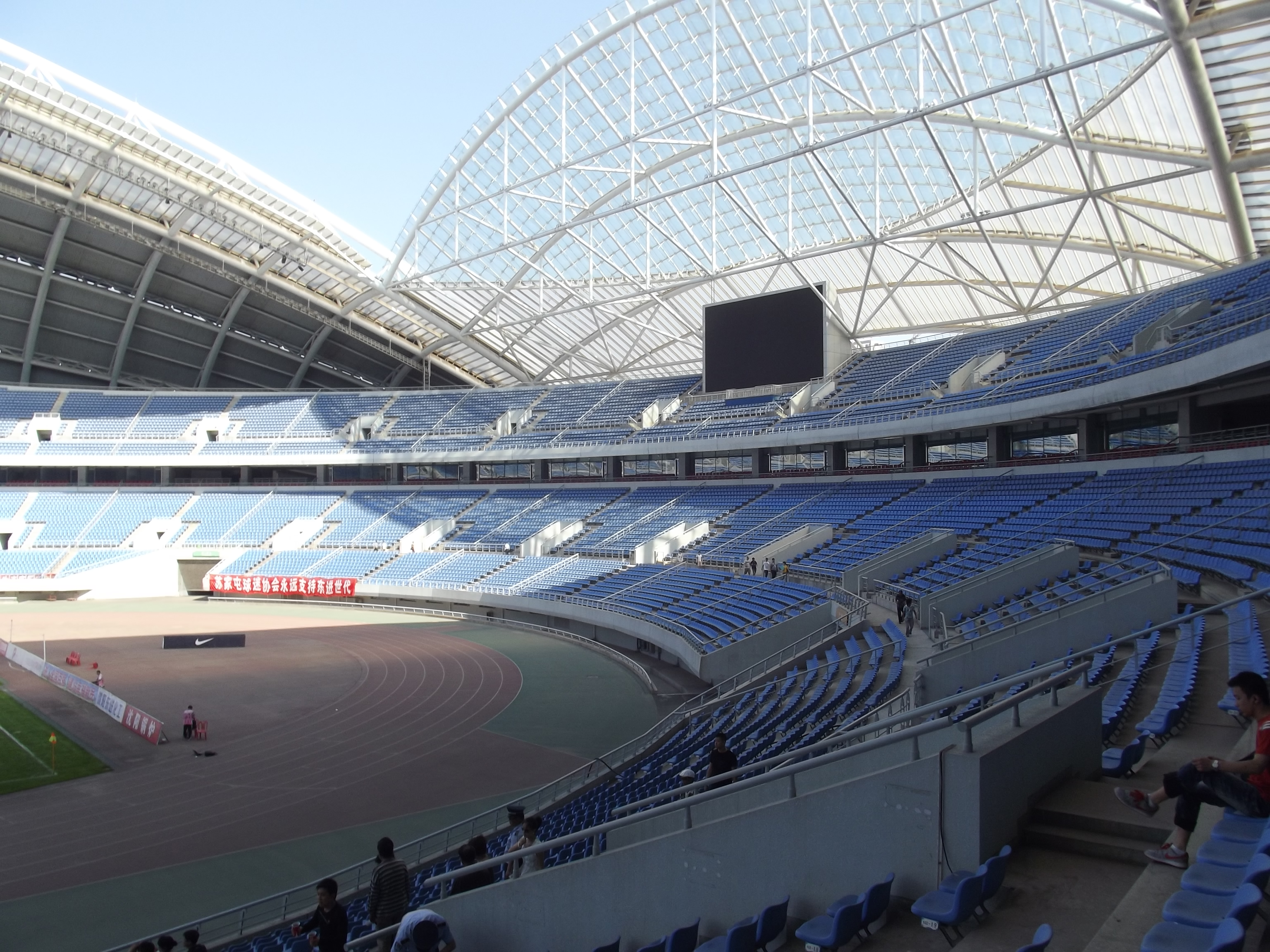

선양 올림픽 스포츠 센터 스타디움(중국어 간체자: 沈阳奥林匹克体育中心, 정체자: 瀋陽奧林匹克體育中心, 병음: Shěnyáng Àolínpǐkè Tǐyù Zhōngxīn)은 중국 랴오닝성 선양시에 위치한 경기장으로 이 경기장은 2007년에 설립되었다. 수용 인원은 약 60,000명이며 과거 랴오닝 훙윈의 홈 구장으로 사용되었다가 현재는 중국 갑급리그의 랴오닝 톄런의 홈 그라운드로 사용되고 있으며 또한 2008년 하계 올림픽이 열렸던 경기장 중 하나이며 2009년 10월 4일에는 전국노래자랑 중국 선양편이 방송되기도 했다.

## 같이 보기
- 2008년 하계 올림픽
- 랴오닝 훙윈
- 아시아의 축구장 목록